# Villalvernia
Villalvernia, (Vila Vèrnia en piemontès) és un municipi situat al territori de la província d'Alessandria, a la regió del Piemont (Itàlia).
Limita amb els municipis de Carezzano, Cassano Spinola, Pozzolo Formigaro i Tortona.